# Little Abbie Brunies
Albert „Little Abbie“ Brunies (* 1914 in New Orleans; † 12. Februar 1955 in New York City) war ein US-amerikanischer Schlagzeuger des frühen New Orleans Jazz und Mitglied einer bekannten Familie von Jazzmusikern.
Er nannte sich so zur Unterscheidung von Abbie Brunies, dessen Cousin er war. Er spielte vor allem in New Orleans und war zum Zeitpunkt seines Todes mit der Band von Sharkey Bonano in New York.
1926 nahm er mit Irving Fazola bei Victor auf (Bluin the Blues, Original Dixieland One Step). Er nahm viel ab 1950 im Dixieland Revival in New Orleans auf, unter anderem mit Sharkey Bonano, Raymond Burke, George Girard, Santo Pecora, Tony Parenti, Lizzie Miles (und Ken Colyer).